# Gypsophila herniarioides
Gypsophila herniarioides är en nejlikväxtart som beskrevs av Pierre Edmond Boissier. Gypsophila herniarioides ingår i släktet slöjor, och familjen nejlikväxter. Inga underarter finns listade i Catalogue of Life.